# Thomas Walsingham
Thomas Walsingham (Walsingham, ... – Norfolk, 1422) è stato uno storico inglese, cronista medievale.
Benedettino, fu priore di Wymondham dal 1394 al 1409. Tra le sue opere l'Historia Anglicana, il Chronicon Angliae, Gesta Abbatum Monasterii Sancti Albani, Ypodigma Neustriæ.
Walsingham è considerato il continuatore della Chronica Majora di Matteo Paris.